# マルティナ・サマダン
マルティナ・サマダン（Martina Šamadan、1993年9月11日 - ）は、クロアチアの女子バレーボール選手。クロアチア代表。

## 来歴

### クラブチーム
スプリト出身。アメリカのシアトル大学を卒業後の2016年、ルーマニアのCSMヴォレイ・アルバ・ブラジへ入団しバレーボール選手としてのキャリアをスタートさせる。2016/17シーズンのルーマニアリーグ、ルーマニアカップで優勝を果たした。2017/18シーズンはクロアチアのHAOK Mladostでプレーし、国内リーグとクロアチアカップで優勝した。2018/19シーズンはイタリアセリエA1の強豪イモコ・コネリアーノと契約し、途中からはUYBA Volleyへ移籍した。2019/20シーズンはドイツのアリアンツ MTV シュトゥットガルトでプレーし、ブンデスリーガでベストスパイカー賞を受賞した。2020/21シーズンはイタリアセリエA1のサヴィーノ・デルベーネ・スカンディッチと契約し、セリエA1リーグ4位、欧州チャンピオンズリーグベスト8となった。2021/22シーズンは再びHAOK Mladostでプレーし、国内リーグで優勝を果たした。2022/23シーズンはフランスリーグのVBナントと契約した。

### 代表チーム
アンダーカテゴリーの代表として2010年のU-20欧州選手権に出場した。2018年、シニアのクロアチア代表に初選出された。欧州選手権には2019年、2021年大会に出場した。2021年のヨーロッパリーグでは銀メダルを獲得した。2022年、チャレンジャーカップで優勝を果たした。同年9-10月の世界選手権に出場した。2023年、代表主将を務めネーションズリーグに出場した。

## 球歴
- 世界選手権 - 2022年
- ネーションズリーグ - 2023年
- 欧州選手権 - 2019年、2021年、2023年

## 受賞歴
- 2020年 - 2019/20ドイツブンデスリーガ ベストスパイカー賞
- 2022年 - MEVZA 2021/22 ベストミドルブロッカー賞
- 2022年 - ヨーロッパリーグ ベストスパイカー賞

## 所属クラブ
- シアトル大学（2012-2016年）
- CSMヴォレイ・アルバ・ブラジ（2016-2017年）
- HAOK Mladost（2017-2018年）
- イモコ・コネリアーノ（2018-2019年）
- UYBA Volley（2019年）
- アリアンツ MTV シュトゥットガルト（2019-2020年）
- サヴィーノ・デルベーネ・スカンディッチ（2020-2021年）
- HAOK Mladost（2021-2022年）
- Neptunes de Nantes Volley-Ball（2022-2023年）
- パナシナイコス（2023-）